# Xã Dover, Quận Fayette, Iowa
Xã Dover (tiếng Anh: Dover Township) là một xã thuộc quận Fayette, tiểu bang Iowa, Hoa Kỳ. Năm 2010, dân số của xã này là 465 người.